# Mehraban
Mehrabān (farsi مهربان) è il capoluogo della circoscrizione omonima nello shahrestān di Sarab, nell'Azarbaijan orientale.